# Liste der Naturdenkmale in Morscheid
Die Liste der Naturdenkmale in Morscheid nennt die im Gemeindegebiet von Morscheid ausgewiesenen Naturdenkmale (Stand 3. Juni 2024).

## Naturdenkmale
| Nr.         | Bezeichnung | Lage                                               | Beschreibung  | Bild            |
| ----------- | ----------- | -------------------------------------------------- | ------------- | --------------- |
| ND-7235-425 | Langenstein | südlich des Ortes; Abteilung Beim Langenstein Lage | Quarzitfelsen | Fotos hochladen |